# Prusinowice (województwo świętokrzyskie)
Prusinowice – wieś w Polsce położona w województwie świętokrzyskim, w powiecie ostrowieckim, w gminie Waśniów.
W latach 1975–1998 miejscowość położona była w województwie kieleckim.
Wieś należała pierwotnie do kanoników regularnych w Trzemesznie. W 1432 r. drogą zamiany stała się własnością cystersów z Wąchocka.